# Feggendorfer Stolln

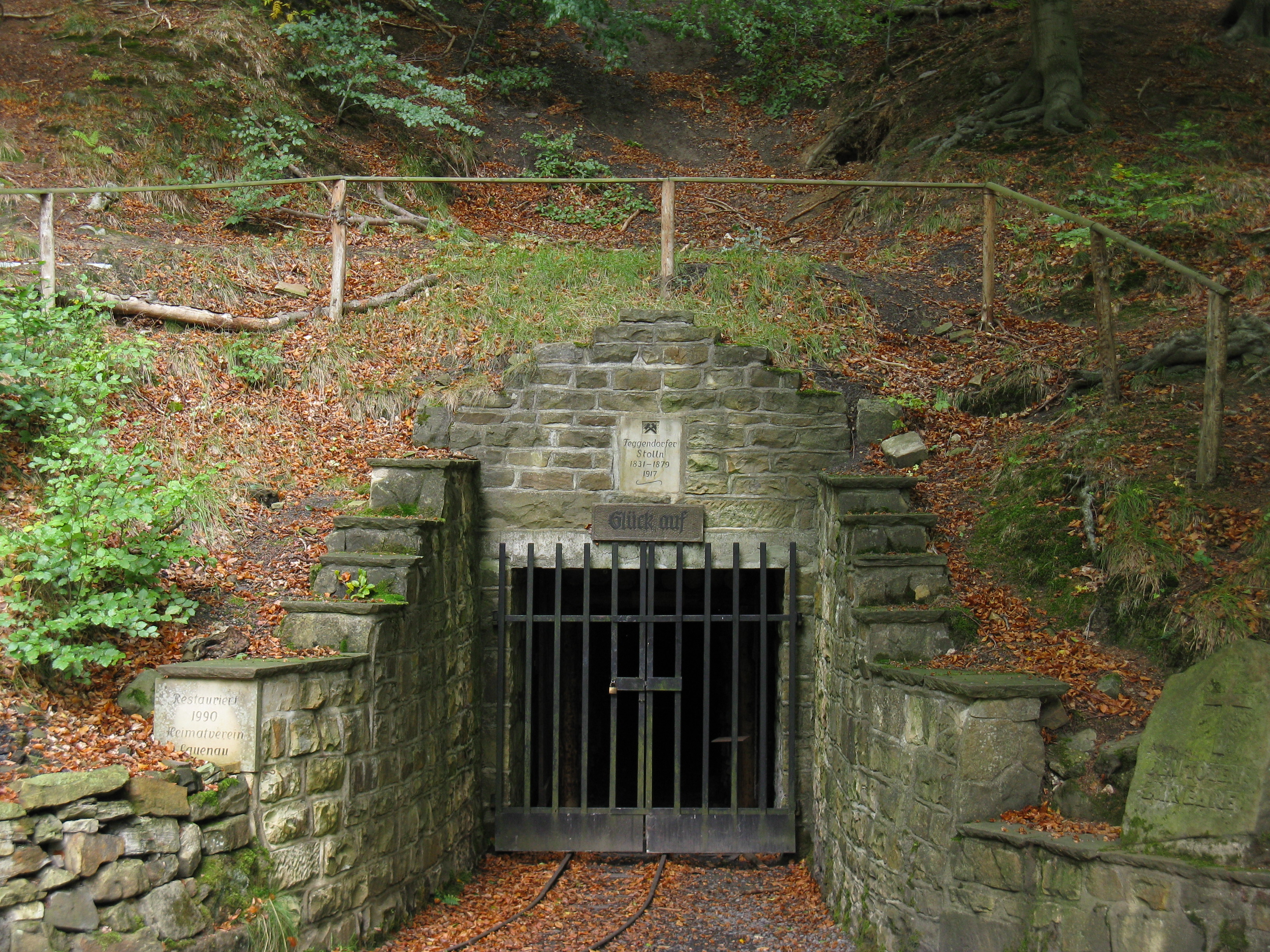
Mundloch des Feggendorfer Stolln, 2009

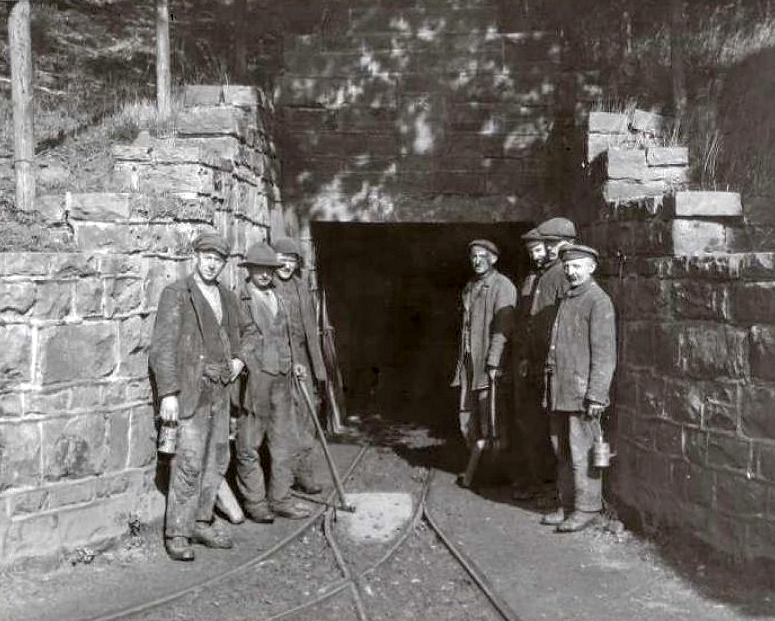
Mundloch, um 1920

Der Feggendorfer Stolln ist ein Steinkohlebergwerk im Deister nahe dem Lauenauer Ortsteil Feggendorf, die auf 255 Meter über NN in einer Senke zwischen zwei Quelltälern des Schlierbachs liegt. Die Kleinzeche hat Ziegeleien, Kalköfen, Salinen und Industriebetriebe auch die umliegenden Ortschaften mit Kohle für den Hausbrand und zum Schmieden versorgt. Die Anlage wird seit 2003 wieder hergerichtet und ist heute ein Lehr- und Besucherbergwerk.

## Geschichte

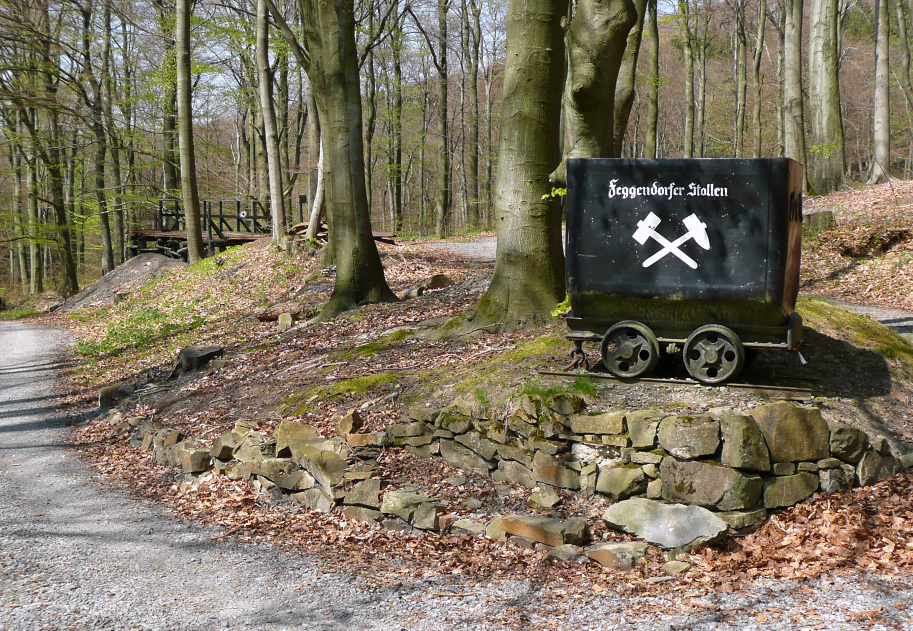
Vor dem Feggendorfer Stollen

Der Bergbau im Deister wurde 1738 mit Ersterwähnung eines Steinkohleflözes aufgenommen. Die Auffahrung begann erst am 31. Oktober 1831. Nach 103 Metern konnte 1832 die Förderung beginnen. Die abgebaute Steinkohle diente der Versorgung der örtlichen Industriebetriebe und als Hausbrand- und Schmiedekohle.
1862 wurde der Feggendorfer Stolln durch eine direkte Verbindung mit dem Hohenbosteler Stollen durchschlägig. Zur Belüftung wurde die natürliche Luftzirkulation verwendet, die durch etwa 100 m Höhenunterschied zwischen den beiden Mundlöchern entsteht.
Die jährliche Förderung stieg von 840 t auf 1600 t und fiel schließlich auf 540 t. Im Jahre 1879 wurde die Zeche aus wirtschaftlichen Gründen aufgegeben, jedoch bis 1895, der Schließung des Hohenbosteler Stollens, zur Belüftung desselben instand gehalten.
1917, im letzten Jahr des Ersten Weltkriegs, wurde wegen der schlechten Versorgungslage der Feggendorfer Stolln nach 40 Jahren Pause wieder eröffnet und erweitert. Im Jahre 1921 förderten 139 Mann 80 bis 90 t pro Tag.
Das Bergwerk wurde 1947 offiziell geschlossen, aber in kleinem Rahmen noch bis 1952 weiter genutzt. In jenem Jahr wurden alle noch brauchbaren Anlagen abgerissen und der Zugang gesprengt. Die Gleise und die Förderwagen wurden in anderen Deisterbergwerken eingesetzt.

## Sanierung als Lehr- und Besucherbergwerk

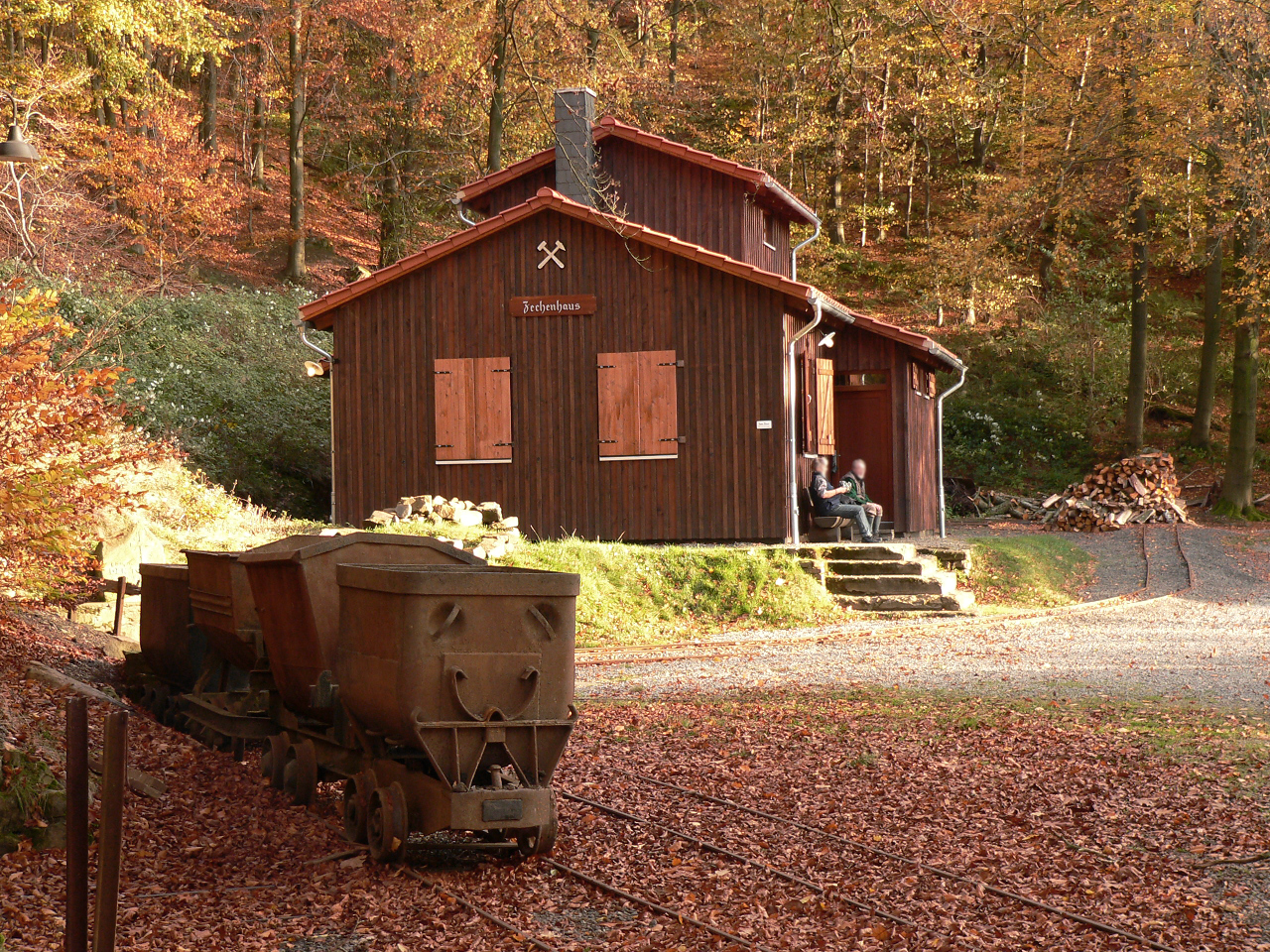
Das im Jahre 2013 errichtete Zechenhaus

In den Jahren 1982–1990 erfolgte durch den Heimat- und Museumsverein Lauenau und Umgebung e.V. die Sanierung des Stollenmundlochs (Kulturdenkmal). Auch wurden die ersten Meter hinter dem restaurierten Stollenmundloch mit einem Holzausbau gesichert, der allerdings 1998 wieder einstürzte. Ab 2003 erfolgte in großem Stil die Wiederaufwältigung und erneute Inbetriebnahme der Anlage. Es wurden und werden alle Anlagen möglichst nach historischem Vorbild wieder hergerichtet. Seit 2004 finden Besucherführungen durch das immer größer werdende Streckensystem statt. Mit einem Bergfest wurde im September 2013 ein neu errichtetes Zechenhaus in Betrieb genommen. An Sonntagen in den Sommermonaten finden Besucherführungen statt, Gruppen können Führungen aber auch zu anderen Zeiten vereinbaren.(siehe Homepage www.feggendorfer-stolln.de).
Seit Frühjahr 2017 ist der Feggendorfer Stolln offiziell als eines von drei Lehrbergwerken in Deutschland anerkannt. Ein neuer Kohlenabbau ist zu Lehrzwecken eingerichtet und in Betrieb genommen worden. Somit kann auch den nächsten Generationen der Abbau eines Steinkohlenflözes in Handarbeit demonstriert und veranschaulicht werden. Auszubildende und Studenten der bergbaulichen Fachrichtungen können im Lehrbergwerk Praktikumsschichten absolvieren, um so das Handwerk „von der Picke auf“ zu erlernen.

## Bildergalerie

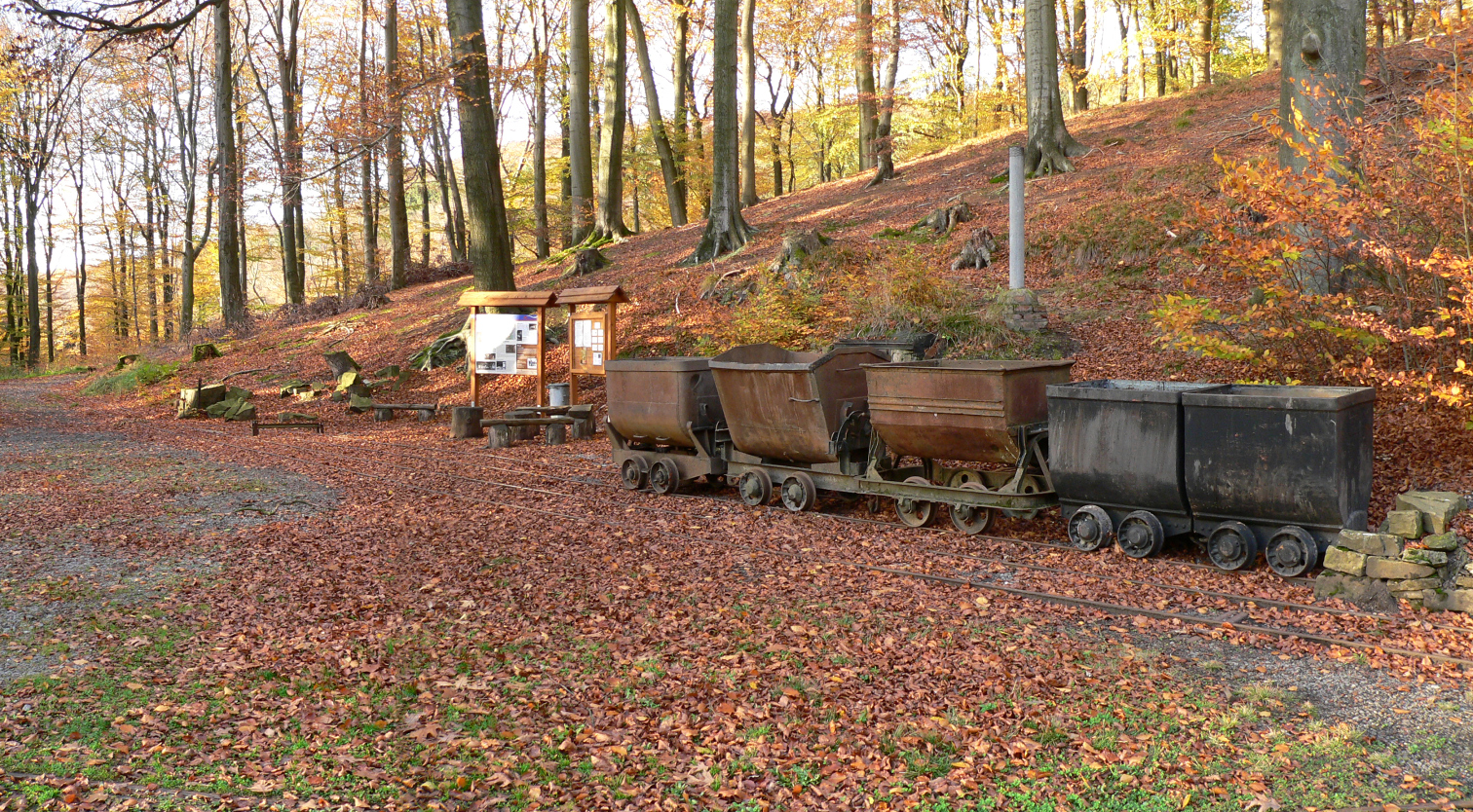
Zechenplatz mit Förderwagen
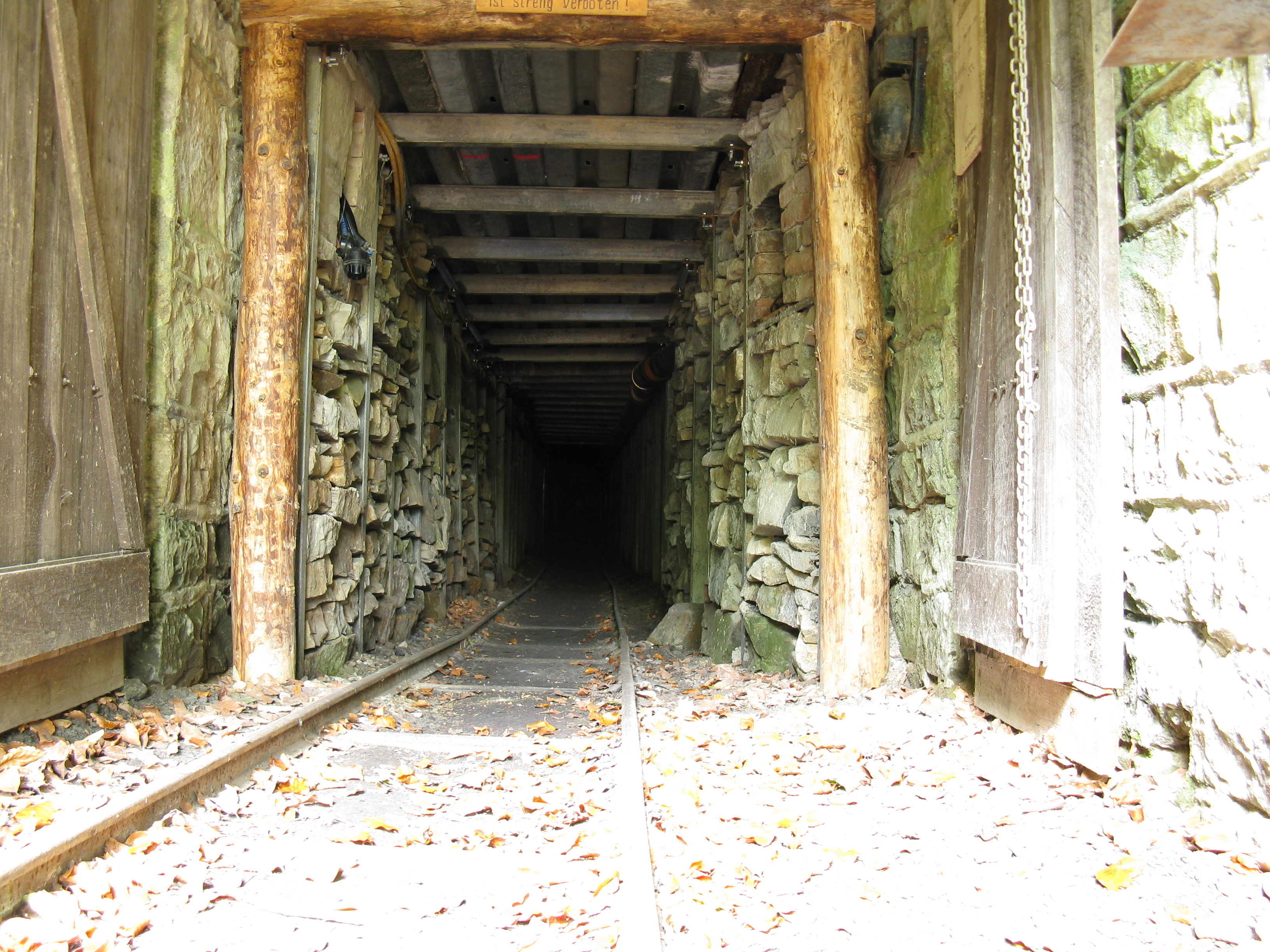
Blick vom Mundloch ins Stolleninnere
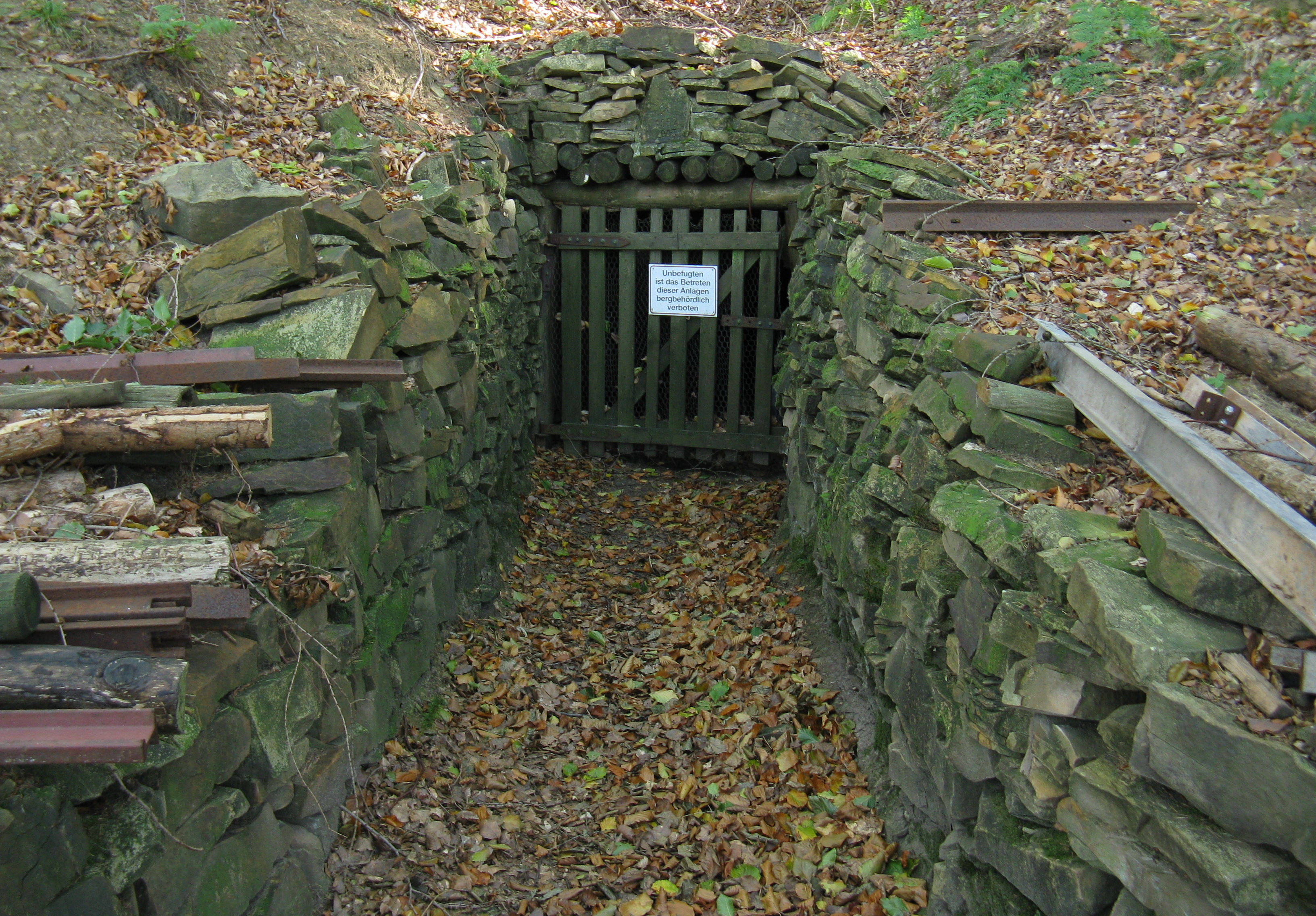
Mundloch der Wetterrösche Jägerweg
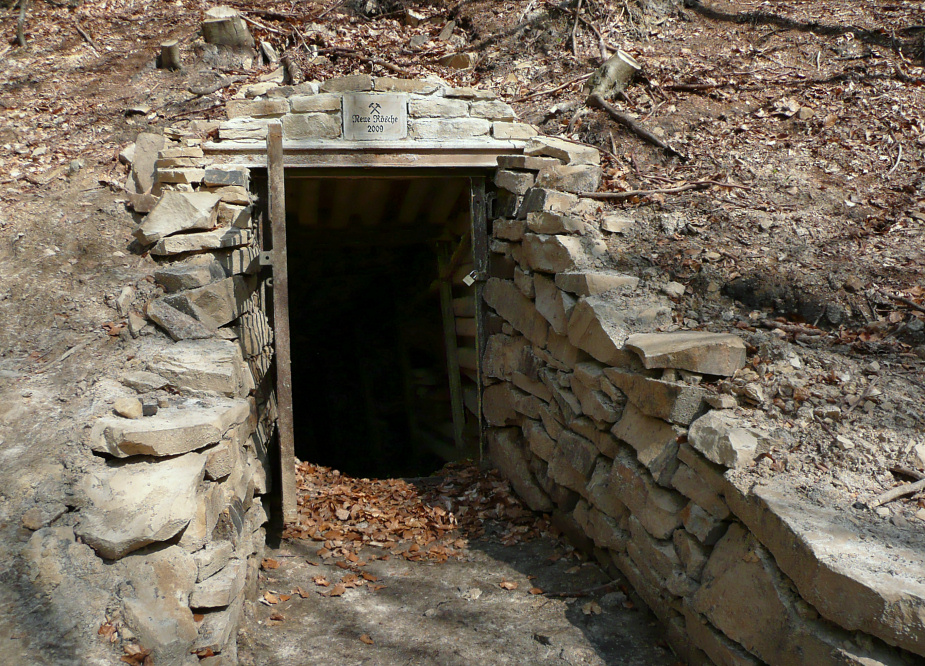
Neue Rösche oberhalb des Mundlochs